# Staatstheater Braunschweig
Le Staatstheater Braunschweig est un théâtre (Fünfspartenhaus) situé à Brunswick.
Chaque année, il présente environ 35 premières dans les domaines du théâtre, du théâtre musical (opéra, opérette, comédie musicale), de la danse et du théâtre pour enfants et adolescents, le Junges Staatstheater.
Le Staatstheater Braunschweig occupe trois sites : la Große Haus, la Kleine Haus et la Haus Drei. Depuis 2003, une scène en plein air d'été d'environ 1 200 places a été construite sur la Braunschweig Burgplatz. En novembre 2017, une quatrième salle a été inaugurée avec l'« aquarium » dans le hall supérieur de la Kleine Haus, — équipée d'un bar — qui présente des formes plus expérimentales de théâtre.

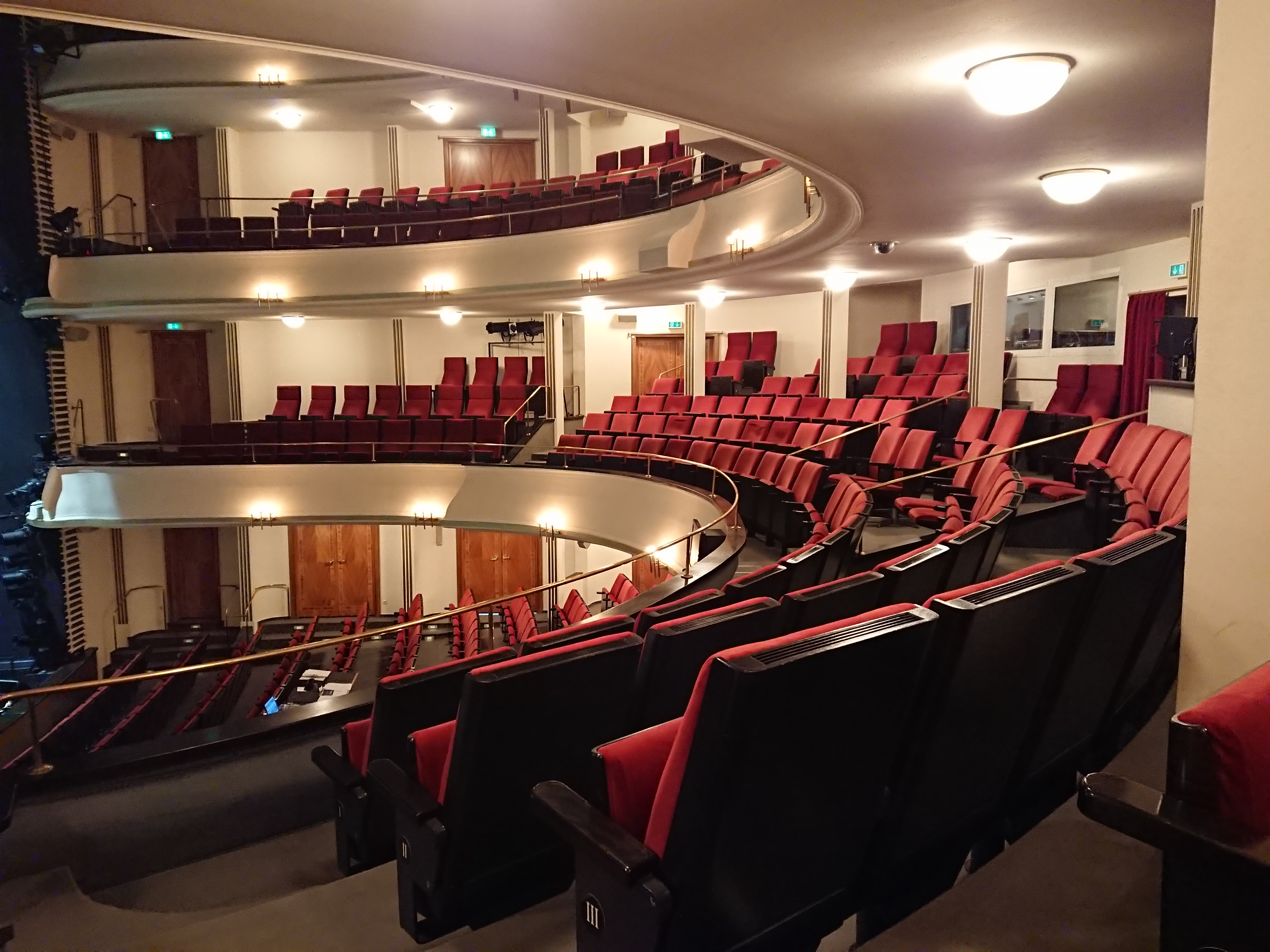
Auditorium dans la Große Haus
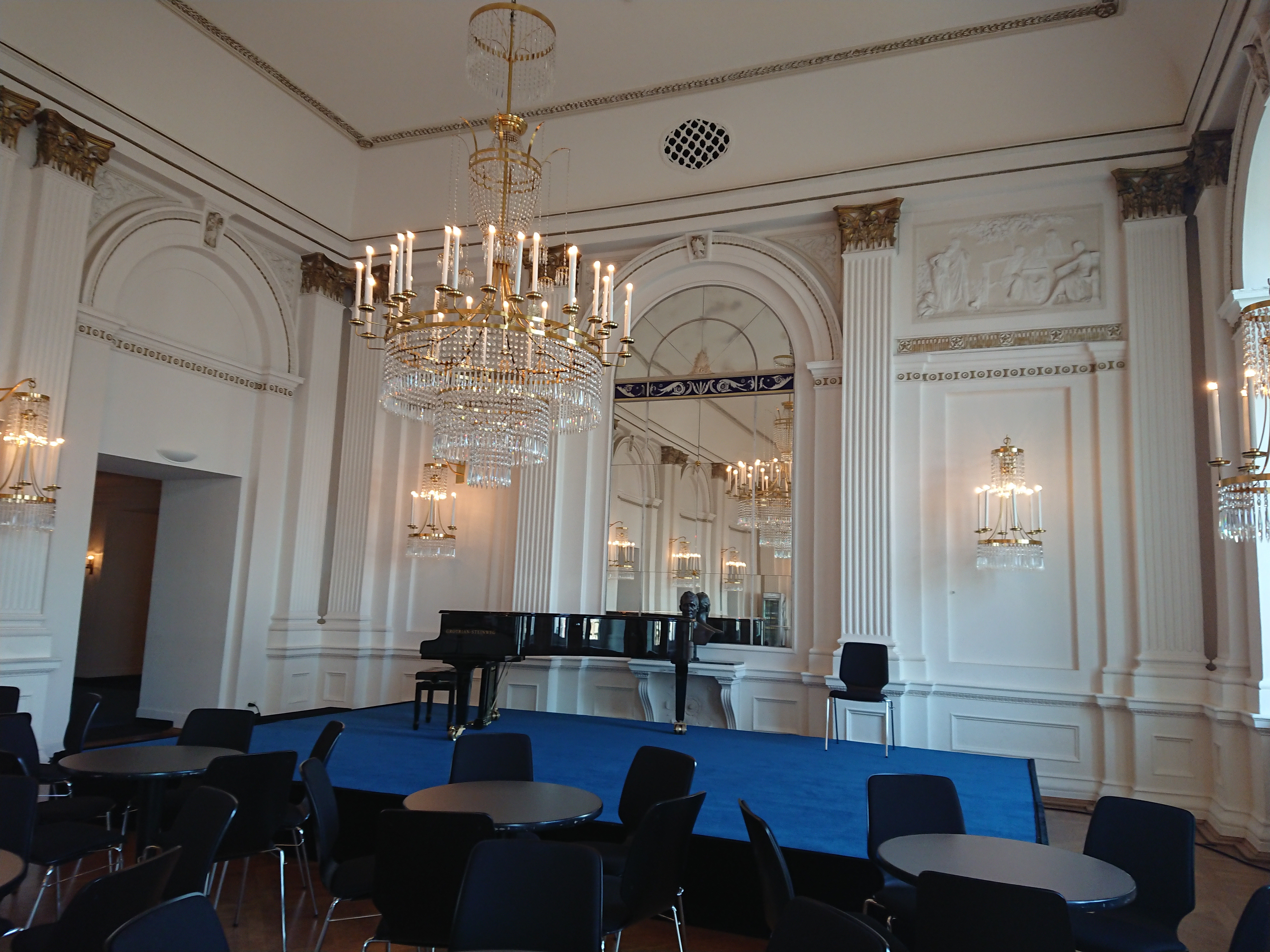
Le hall Louis Spohr, dans la Große Haus
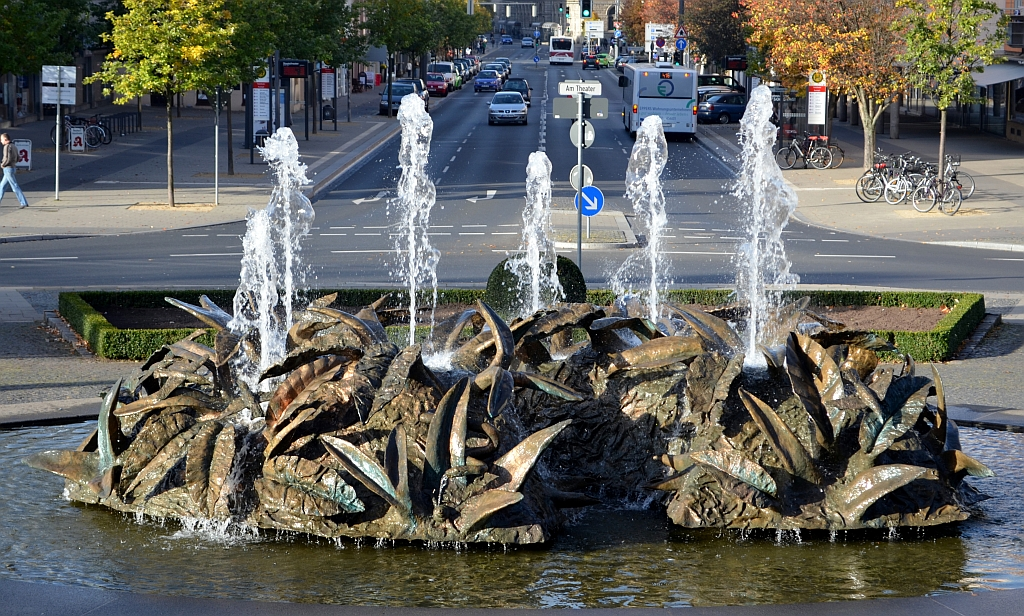
Fontaine devant l'entrée principale